# Vulturu (localidad de Constanța)
Vulturu (antiguamente Cartalu) es una localidad rumana de la comuna homónima, en el condado de Constanța.

## Toponimia
El antiguo nombre del lugar puede encontrarse escrito con variantes como Cartal, Cartalu y Cartal-Seleuş. Pasó a llamarse Vulturu.

## Historia
Hacia comienzos del siglo XX, la localidad, que ya por entonces pertenecía al condado de Constanța, formaba parte de la comuna de Șiriu y tenía contabilizada una población, compuesta solamente por búlgaros y tártaros, de 884 habitantes.
En la segunda mitad del siglo XX la localidad había pasado a formar parte de la comuna homónima de Vulturu. En el censo de 2021 la localidad tenía una población de 679 habitantes.